# Emma Barta-Mikl

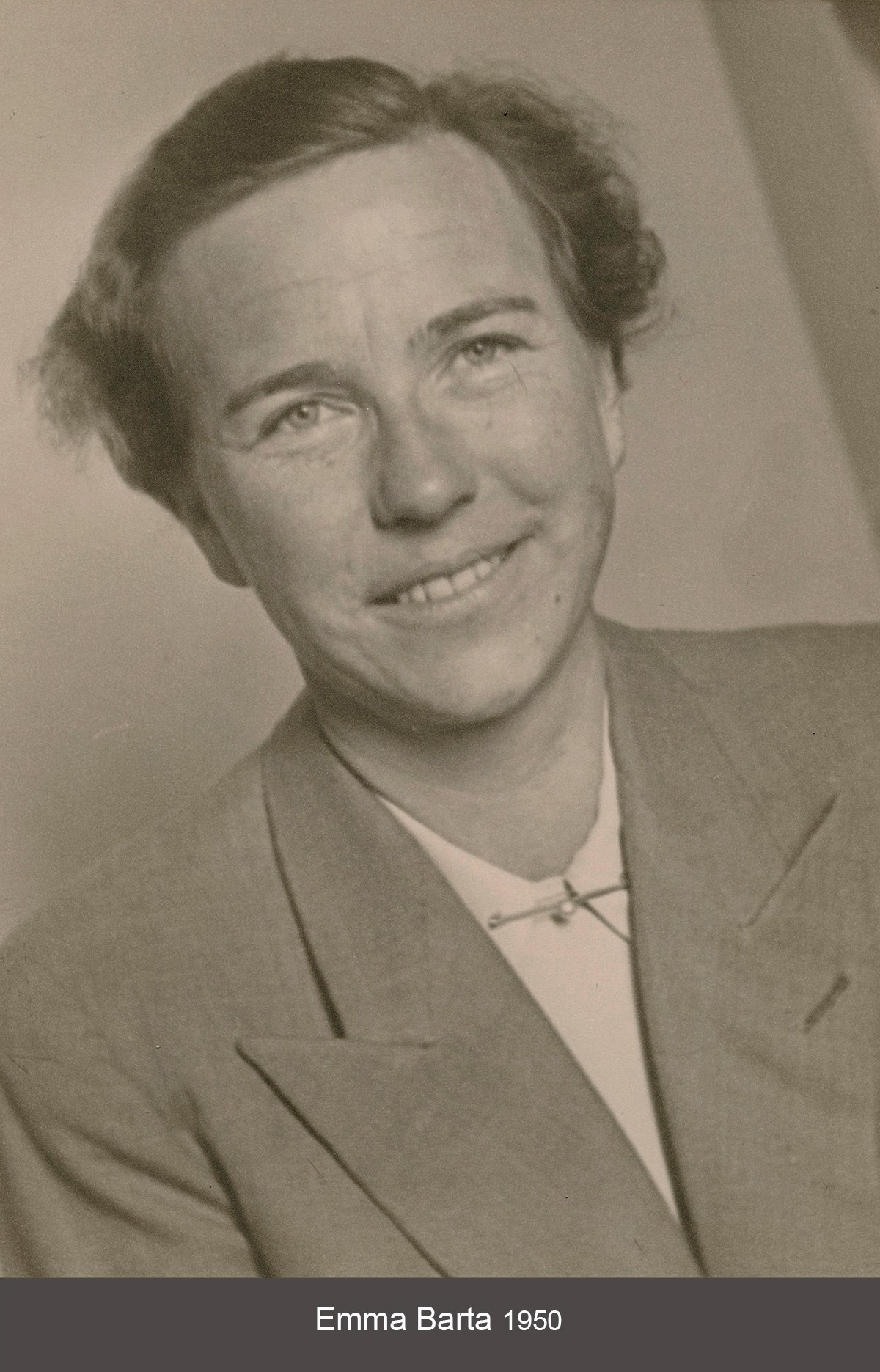
Porträt von Emma Barta-Mikl, 1950

Emma Barta-Mikl, geborene Emma Eckschlager (* 12. Mai 1908 in Graz; † 20. August 1993 in Villa General Belgrano) war eine österreichische Autorin.

## Leben
Emma Eckschlager wuchs bei Adoptiveltern, Johann und Antonia Hren, in Graz auf. Deren Familiennamen führte sie ab 1917. Zwar absolvierte das junge Mädchen eine Ausbildung zur Zahntechnikerin, entdeckte aber schon bald ihre Liebe zur Literatur. 1927 heiratete sie den Mediziner Lawrence Mikl und besuchte ab 1928 als Gasthörerin Vorlesungen in Germanistik und Kunstgeschichte an der Universität Graz. 1930 brachte sie einen Sohn zur Welt. Zwei Jahre später starb ihr Ehemann an den Folgen eines Kriegsleidens. In dieser Zeit begann sie zu schreiben und verfasste den Roman Das Chaos und ein junger Mensch, der 1937 im Europäischen Verlag Wien-Leipzig herauskam. Nicht zuletzt aufgrund dieser Veröffentlichung stand der Dichter Ernst Wiechert längere Zeit in Briefwechsel mit ihr. 1938 heiratete die junge Witwe den jüdischen Kaufmann Ladislaus Barta. Infolge der politischen Zeitereignisse war ihr Ehemann bald darauf gezwungen, Österreich zu verlassen. Die Bartas flüchteten 1939 zusammen mit Sohn Oskar nach Buenos Aires. 1943 freundete sich die österreichische Emigrantin mit dem aus Deutschland geflohenen Schriftsteller Paul Zech an. Emmas Wohnung wurde zum Treffpunkt europäischer Exilanten und von Mitgliedern des Freundeskreises der in Chile erscheinenden Zeitschrift Deutsche Blätter. Nach Zechs Tod sorgte sie maßgeblich dafür, dass sein literarischer Nachlass nach Berlin gelangte. In dieser Zeit korrespondierte sie ausführlich mit dem Schriftsteller Kurt Erich Meurer sowie dem Juristen und Publizisten Udo Rukser. 1947 zog Emma Barta-Mikl nach Córdoba, wo sie bei Gerhard Elkeles, dem Direktor des Hygieneinstituts der argentinischen Provinz, Aufnahme fand.  Neben ihrer Tätigkeit als Lehrerin an einer Privatschule übersetzte sie Werke von Miguel de Unamuno ins Deutsche. 1948, nach dem Tod ihres zweiten Gatten, reiste sie ins zerstörte Nachkriegsdeutschland und engagierte sich bei der US-amerikanischen „Displaced Persons Comission (DPC)“. 1950 kehrte sie nach Argentinien zurück, wo sie ab 1954 im Buchhandel arbeitete. Anfang der 1960er Jahre nahm sie eine Stelle in Lima an und war anschließend maßgeblich an der Gründung von Filialen der „Buchhandelskette ABC“ mit einem umfangreichen Sortiment deutscher und europäischer Literatur in vier südamerikanischen Ländern beteiligt. Mit Beginn ihres Ruhestands 1975 lebte sie in Argentinien zurückgezogen auf dem Land.

## Werke
- Emma Barta-Mikl: Das Chaos und ein junger Mensch. Europäischer Verlag, Wien/Leipzig 1937.
- Rede zur Gründung des Freundeskreises der Deutschen Blätter. In: Paul Zech: Ausgewählte Werke, Band 4, Vermischte Schriften, S. 273f.
- Alfred Hübner: Emma Barta-Mikl. Über – Leben mit Büchern, in der Zeitschrift Zwischenwelt, herausgegeben von der Theodor-Kramer-Gesellschaft, Wien 2016.